# Могилёв-Подольский район
Могилёв-Подо́льский райо́н (укр. Могилів-Подільський район) — административная единица на юго-западе Винницкой области Украины. Административный центр — город Могилёв-Подольский.

## География
Площадь района — 3221 км² (в старых границах до 2020 года — 930 км²).
Основные реки — Днестр.

## История
Район образован в 1925 году. Позднее он был упразднён и восстановлен 4 июня 1958 года на территории упразднённого Ярышевского района и территории, подчинённой Могилёв-Подольскому горсовету.
17 июля 2020 года в результате административно-территориальной реформы район был укрупнён, в его состав вошли территории:
- Могилёв-Подольского района,
- Мурованокуриловецкого района,
- Черневецкого района,
- Ямпольского района,
- а также города областного значения Могилёв-Подольский.

## Население
Численность населения района в укрупнённых границах — 146,9 тыс. человек.
Численность населения района в границах до 17 июля 2020 года по состоянию на 1 января 2020 года — 31 793 человека, из них городского населения — 3 734 человека (пгт Вендичаны), сельского — 28 059 человек.

## Административное устройство
Район в укрупнённых границах с 17 июля 2020 года делится на 7 территориальных общин (громад), в том числе 2 городские, 2 поселковые и 2 сельские общины (в скобках — их административные центры):
- Городские:
  - Могилёв-Подольская городская община (город Могилёв-Подольский),
  - Ямпольская городская община (город Ямполь);
- Поселковые:
  - Вендичанcкая поселковая община (пгт Вендичаны),
  - Мурованокуриловецкая поселковая община (пгт Мурованые Куриловцы),
  - Черневецкая поселковая община (пгт Черневцы),
- Сельские:
  - Бабчинецкая сельская община (село Бабчинцы),
  - Ярышевская сельская община (село Ярышев).

### История деления района
Количество местных советов (рад) в старых границах района до 17 июля 2020 года:
- городских — 0
- поселковых — 1
- сельских — 27

Количество населённых пунктов в старых границах района до 17 июля 2020 года:
- городов районного значения — 0
- посёлков городского типа — 1 (Вендичаны — 3 884)
- сёл — 50
- посёлков сельского типа — 3

Всего — 54 населенных пункта.

## Археология
Возле села Бернашовка находится селище с многими культурными слоями Бернашовка. Находки Бернашовской мастерской свидетельствуют о высоком профессиональном мастерстве славянских ювелиров. Каменные формочки для отливки мелких ювелирных изделий (украшений) из легкоплавких сплавов, подобные бернашевским, найдены на многих памятниках пеньковской и пражской культур Побужья, Поднестровья, Румынии и Польши. В формочках Бернашевки из оловянно-свинцового сплава отливались подвески разных типов, ворворки, нашивные бляшки.

## Известные люди
В районе родились:
- Болдуман, Михаил Пантелеймонович (1898—1983) — актёр театра и кино, народный артист СССР (1965), родился на станции Израиловка.
- Танасчишин, Трофим Иванович (1903—1944) — советский военный деятель, Генерал-лейтенант танковых войск (1943 год).